# Buddies (film, 1985)
Pour plus de détails, voir Fiche technique et Distribution.
Buddies est un film américain réalisé par Arthur J. Bressan Jr. (en), sorti en 1985. Il s'agit de l'un des premiers films sur l'épidémie de sida.

## Synopsis
Un homme gay de New York engagé dans une relation monogame, devient « buddy », volontaire pour accompagner un autre homme gay en train de mourir des suites du sida.

## Fiche technique
- Titre : Buddies
- Réalisation : Arthur J. Bressan Jr.
- Scénario : Arthur J. Bressan Jr.
- Musique : Jeffrey Olmstead
- Photographie : Carl Teitelbaum
- Montage : Arthur J. Bressan Jr.
- Production : Arthur J. Bressan Jr.
- Société de production : Film and Video Workshop
- Pays de production :  États-Unis
- Genre : Drame et romance
- Durée : 81 minutes
- Date de sortie : 
  - États-Unis : 12 septembre 1985

## Distribution
- Geoff Edholm : Robert Willow
- David Schachter : David Bennett
- Billy Lux : Edward
- David Rose : Steve
- Libby Saines : Mme. Bennett
- Damon Hairston : le professeur de gym
- Tracy Vivat : l'infirmière
- Susan Schneider : Sylvia Douglas
- Joyce Korn : Lynn